# Canada nella guerra civile americana
All'epoca della guerra civile americana, il Canada non esisteva come nazione federata, ma era composto dalla Provincia del Canada (parti dell'attuale Ontario meridionale e Quebec meridionale) e le colonie separate di Terranova, Nuovo Brunswick, Isole del Principe Edoardo, Nuova Scozia, Columbia Britannica e Vancouver, oltre che dai territori della corona amministrati dalla Compagnia della Baia di Hudson chiamate Terra di Rupert. La Gran Bretagna e le sue colonie rimasero ufficialmente neutrali per tutta la durata del conflitto. Malgrado ciò, sorsero comunque delle tensioni tra Gran Bretagna e Stati Uniti a causa di un noto incidente sul mare, noto come incidente del Trent, e per la vendita della CSS Alabama dall'Inghilterra alla Confederazione del sud.
I canadesi si opponevano come gli unionisti alla schiavitù ed il Canada era divenuto di recente uno dei capolinea della Ferrovia Sotterranea, una serie di cunicoli sotterranei che consentivano agli schiavi di fuggire verso mete sicure. Ragioni economiche e culturali legavano poi il Canada all'Unione. Tra i 33.000 ed i 55.000 volontari si iscrissero nelle file degli eserciti in guerra, quasi tutti con gli stati del nord. Una certa stampa ed alcune chiese anche in Canada supportavano la secessione, altre no. A Londra, tra il 1861 ed il 1862, si stava trovando un modo per mediare alla guerra o riconoscere l'indipendenza della Confederazione. Quando Washington fece sapere ad ogni modo al governo inglese che ogni qualsiasi atto a favore della Confederazione sarebbe stato interpretato come un atto di guerra, Londra iniziò a temere che il Canada potesse essere invaso dalle truppe nordamericane e recedette dalle proprie intenzioni.

## L'incidente delTrent
Nel novembre del 1861 le tensioni tra Washington e Londra si fecero sempre più marcate quando una nave da guerra statunitense bloccò una nave postale inglese, la RMS Trent e vi trovò a bordo due diplomatici confederati, James Mason e John Slidell. Londra richiese il loro ritorno in patria e porse le proprie scuse agli Stati Uniti, ma nel contempo inviò 14.000 uomini in Canada, col progetto di raccogliere localmente altri 40.000 miliziani per difendere eventualmente i confini del Canada da una possibile invasione statunitense. Il presidente Abraham Lincoln appianò la crisi rilasciando i diplomatici.

## La Grand Trunk Railway Brigade
Per la difesa e la sicurezza delle ferrovie presenti in Canada, il governo locale nel 1862 stabilì la creazione della brigata della Grand Trunk Railway. Quest'unità, composta da volontari della milizia canadese, venne reclutata tra gli impiegati delle ferrovie e disponeva di compagnie di artiglieria e fanteria dislocate lungo le principali linee ferroviarie del Canada orientale ed occidentale.

## L'attività dei confederati in Canada
I confederati utilizzarono segretamente il Canada, ed in particolare le sue province marittime, come propria base nel nord America, in palese violazione della neutralità voluta dal Regno Unito per il proprio stato e per tutti i propri domini. La volontà delle province marittime di ottenere l'indipendenza dal Canada portò alcuni locali a supportare la causa del sud ed il desiderio di indipendenza dal nord. Ad esempio, un mercante di Halifax, Benjamin Wier (1805–1868), fu de facto agente al nord per molti violatori di blocco attivi durante la guerra civile. In cambio della copertura nelle riparazioni delle navi danneggiate durante la guerra, Wier ottenne dai confederati forniture copiose di cotone da ri-esportare in Gran Bretagna, un commercio lucrativo ma rischioso che Wier accettò di compiere comunque.

### La USSChesapeake
Il 7 dicembre 1863, mentre la nuova nave dell'unione, Chesapeake, stava per essere preparata a prendere servizio nello squadrone che stava tenendo il blocco navale agli stati confederati a sud, 17 agenti confederati si infiltrarono come passeggeri e portarono la nave a Capo Cod, nel Massachusetts. La notizia giunse a Portland la mattina del 9 dicembre successivo e la notizia si diffuse rapidamente.
Il 17 dicembre, la nave sudista Ella and Annie recentemente catturata, riparata e riarmata, venne inviata a catturare la Chesapeake presso Sambro, in Nuova Scozia. Poco dopo, la cannoniera USS Dacotah giunse anch'essa sul luogo della battaglia provvidenzialmente, impedendo che la Ella and Annie venisse catturata dal nemico e portata a Boston, minando ulteriormente le già compromesse relazioni tra Stati Uniti e Regno Unito. Al contrario, per osservare i protocolli diplomatici, la nave cannoniera scortò la Chesapeake ad Halifax dove chiese all'ammiragliato coloniale di restituirla al proprietario originario. Venne deliberato che l'attacco dei confederati alla nave era stato condotto in maniera illegale e pertanto la USS Chesapeake sarebbe tornata all'Unione.

### La CSSTallahassee
Il 18 agosto 1864, la nave confederata CSS Tallahassee al comando di John Taylor Wood salpò dal porto di Halifax per fare rifornimenti di carbone e per riparare il proprio albero maestro. Wood sapeva di poter rimanere solo 48 ore sotto le leggi della neutralità e pertanto iniziò a caricare carbone a Woodside da subito. La nave unionista USS Nansemont e la USS Huron stavano tornando ad Halifax quando notarono Wood uscire dal porto alle 21.00 del 19 agosto. L'intendo di Wood per eludere la sorveglianza dei nordisti era quello di passare attraverso uno stretto canale nei pressi dell'isola di McNab, ma il suo comportamento attirò subito l'attenzione del nemico che, pur tentando di inseguirlo, non riuscì a catturare la nave che fuggì velocemente evadendo così alla cattura.

### Il raid di St. Albans
Uno degli incidenti diplomatici più controversi fu invece il raid di St. Albans. Montreal era usata come base segreta da una squadra di confederati per creare delle operazioni contro gli Stati Uniti da nord. Per finanziare la loro causa nell'ottobre del 1864, rapinarono tre banche a St. Albans, nel Vermont, uccidendo un cittadino americano e fuggendo con un bottino di 170.000 dollari. Il gruppo venne inseguito lungo il confine tra Canada e Stati Uniti dalle forze dell'Unione, creando così un incidente internazionale. I canadesi arrestarono i razziatori confederati, ma il giudice decretò che il raid non era un'iniziativa privata, bensì un'operazione militare voluta dal governo confederato, e pertanto a loro doveva essere concessa l'estradizione sulla base del Trattato Webster–Ashburton.
Molti americani iniziarono quindi a sospettare che il governo canadese fosse in segreto accordo con i confederati e che sapesse di quest'operazione da tempo. Il segretario di stato statunitense, William H. Seward, disse al governo britannico: "è impossibile considerare tale processo come legale, o semplicemente amichevole nei confronti degli Stati Uniti."

## Combattenti canadesi

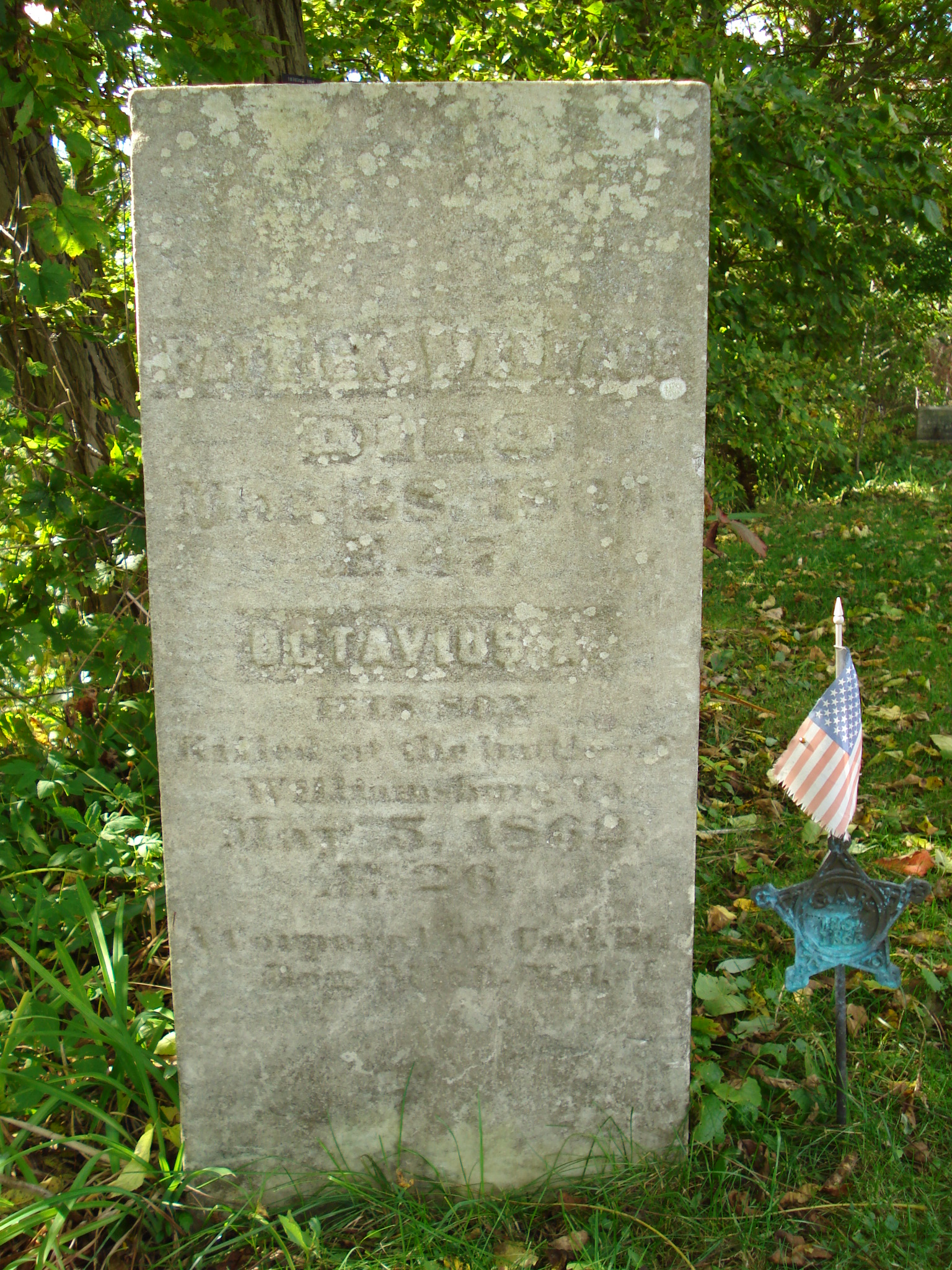
Tomba di un soldato canadese che combatté nella guerra civile americana preso la Old St. Thomas Church, di St. Thomas, Ontario

Le stime attuali riportano tra i 33.000 ed i 55.000 combattenti provenienti dalle colonie britanniche nel nord America come soldati dell'esercito unionista, ed alcune centinaia nell'esercito dei confederati. Molti di loro già vivevano negli Stati Uniti ed attirarono altri volontari dal Canada.
Il Canada del resto diede anche asilo a circa 15.000 disertori americani che non erano intenzionati a combattere contro i loro connazionali al sud.
Calixa Lavallée fu un musicista franco-canadese ed ufficiale unionista durante la guerra civile che compose poi la musica dell'inno "O Canada", che divenne l'inno ufficiale del Canada nel 1980. Nel 1857, questi si spostò negli Stati Uniti e visse a Rhode Island, iscrivendosi nelle liste del 4th Rhode Island Volunteers dell'esercito unionista durante la guerra civile americana, raggiungendo il rango di tenente.
Il canadese Edward P. Doherty fu un ufficiale dell'esercito unionista che formò e guidò un distaccamento di uomini che catturarono ed uccisero John Wilkes Booth, l'assassino di Lincoln, in una taverna della Virginia il 26 aprile 1865, 12 giorni dopo la morte del presidente statunitense.
La canadese Sarah Emma Edmonds fu una nota spia unionista.
Uno degli ultimi combattenti canadesi nell'esercito unionista fu James Beach Moore che morì il 29 agosto 1931.
Anderson Ruffin Abbott, nacque a Toronto, figlio di genitori di colore ma liberi che si erano portati li dall'Alabama. Egli fu il primo medico canadese di colore e venne assunto nell'esercito unionista come assistente chirurgo dal febbraio del 1863. Prestò servizio a Washington dal giugno del 1863 all'agosto del 1865, dapprima al Contraband Hospital e poi all'ospedale di Arlington, in Virginia. La notte dell'assassinio di Lincoln, Abbott accompagnò Elizabeth Keckley a Petersen House. Dopo la morte di Lincoln, Mary Todd Lincoln donò ad Abbott in amicizia lo scialle che Lincoln aveva indossato il giorno della sua inaugurazione come presidente.
In tutto furono 29 i canadesi ad ottenere la Medal of Honor durante la guerra civile americana.

## Effetti economici
Il periodo della guerra civile fu uno dei periodi di maggiore crescita economica per le colonie inglesi nel nord America. La guerra negli Stati Uniti creò un grande mercato per l'agricoltura ed i beni prodotti in Canada, in gran parte in interscambio con l'Unione. Anche la costruzione di navi aumentò notevolmente per via della guerra.

## Effetti politici
La guerra civile americana ebbe effetti politici decisivi nelle colonie inglesi nel nord America. Le tensioni tra Stati Uniti e Regno Unito, che vennero innescate dall'inizio della guerra e che peggiorarono coi raid feniani, portarono alla necessità di una maggiore sicurezza ed indipendenza amministrativa per le colonie, aiutando la consolidazione di quella che diventerà dal 1867 la Confederazione canadese.
Molti padri della Confederazione discussero anche sul fatto che la guerra di secessione era stata causata dal troppo potere dato dagli Stati Uniti agli stati che li componevano, e per questo molti si dissero favorevoli anche in Canada alla creazione di una federazione centralizzata. Molti credevano pure che la troppa democrazia fosse stato uno dei fattori scatenanti della guerra e per questo il sistema canadese andava equipaggiato con un proprio senato ed un proprio governatore generale. I principi guida che portarono nel 1867 alla creazione del British North America Act furono pace, ordine e buon governo. Questa fu un'antitesi collettivistica all'individualismo americano che divenne poi centrale nell'identità canadese.